# 2015-ös WTA 125K versenysorozat
A 2015-ös WTA 125K versenysorozat a WTA által szervezett nemzetközi tenisztorna az élvonalat követő profi női teniszezők számára. A 2015-ös évad hat tornát foglal magába, amelyek mindegyikének díjalapja 125 000 amerikai dollár.

## Szerezhető ranglistapontok
Rövidítések: Gy=győzelem; D=döntős; ED=elődöntős; ND=negyeddöntős; R16=16 között; R32=32 között; Q=kvalfikációt szerzett; Q2=kvalifikáció 2. fordulója; Q1=kvalifikáció 1. fordulója.
| Esemény     | Gy  | D  | ED | ND | R16 | R32 | Q   | Q2  | Q1  |
| ----------- | --- | -- | -- | -- | --- | --- | --- | --- | --- |
| Egyéni      | 160 | 95 | 57 | 29 | 15  | 1   | 6   | 4   | 1   |
| Páros (16D) | 160 | 95 | 57 | 29 | 1   | N/A | N/A | N/A | N/A |

## Versenynaptár
| Kezdet        | Torna                                                                                     | Bajnok                                            | Döntős                                   | Elődöntősök                            | Negyeddöntősök                                                       |
| ------------- | ----------------------------------------------------------------------------------------- | ------------------------------------------------- | ---------------------------------------- | -------------------------------------- | -------------------------------------------------------------------- |
| Július 27.    | Jiangxi International Women’s Tennis Open Nancsang, Kína 125 000 $ – Kemény – 32S/16Q/16D | Jelena Janković 6–3, 7–6(6)                       | Csang Kaj-csen                           | Han Hszin-jün Lu Csia-csing            | Tuan Jing-jing Liu Fang-csou Vang Ja-fan Han Na-lae                  |
| Július 27.    | Jiangxi International Women’s Tennis Open Nancsang, Kína 125 000 $ – Kemény – 32S/16Q/16D | Csang Kaj-csen Cseng Szaj-szaj 6–3, 4–6, [10–3]   | Csan Csin-vej Vang Ja-fan                | Han Hszin-jün Lu Csia-csing            | Tuan Jing-jing Liu Fang-csou Vang Ja-fan Han Na-lae                  |
| Szeptember 7. | Dalian Women's Tennis Open Talien, Kína 125 000 $ – Kemény – 32S/16Q/16D                  | Cseng Szaj-szaj 2–6, 6–1, 7–5                     | Julia Glushko                            | Vang Csiang Petra Martić               | Csang Kaj-csen Liu Fang-csou Sara Sorribes Tormo Vang Ja-fan         |
| Szeptember 7. | Dalian Women's Tennis Open Talien, Kína 125 000 $ – Kemény – 32S/16Q/16D                  | Csang Kaj-lin Cseng Szaj-szaj 6–3, 6–4            | Csan Csin-vej Darija Jurak               | Vang Csiang Petra Martić               | Csang Kaj-csen Liu Fang-csou Sara Sorribes Tormo Vang Ja-fan         |
| November 9.   | Open de Limoges Limoges, Franciaország 125 000 $ – Kemény (fedett) – 32S/16Q/8D           | Caroline Garcia 6–1, 6–3                          | Louisa Chirico                           | Kateřina Siniaková Francesca Schiavone | Anna-Lena Friedsam Donna Vekić Katerina Kozlova Margarita Gaszparjan |
| November 9.   | Open de Limoges Limoges, Franciaország 125 000 $ – Kemény (fedett) – 32S/16Q/8D           | Barbora Krejčíková Mandy Minella 1–6, 7–5, [10–6] | Margarita Gaszparjan Okszana Kalasnikova | Kateřina Siniaková Francesca Schiavone | Anna-Lena Friedsam Donna Vekić Katerina Kozlova Margarita Gaszparjan |
| November 9.   | Hua Hin Championships Huahin, Thaiföld 125 000 $ – Kemény – 32S/16Q/16D                   | Jaroszlava Svedova 6–4, 6–7(8), 6–4               | Ószaka Naomi                             | Hibino Nao Vang Csiang                 | Liu Fang-csou Luksika Kumkhum Tuan Jing-jing Hszie Su-vej            |
| November 9.   | Hua Hin Championships Huahin, Thaiföld 125 000 $ – Kemény – 32S/16Q/16D                   | Liang Csen Vang Ja-fan 6–3, 6–4                   | Varatchaya Wongteanchai Jang Csao-hszüan | Hibino Nao Vang Csiang                 | Liu Fang-csou Luksika Kumkhum Tuan Jing-jing Hszie Su-vej            |
| November 16.  | OEC Taipei WTA Challenger Tajpej, Tajvan 125 000 $ – Szőnyeg (fedett) – 32S/8Q/16D        | Babos Tímea 7–5, 6–3                              | Doi Miszaki                              | Jevgenyija Rogyina Kirsten Flipkens    | Luksika Kumkhum Liu Csang Stefanie Vögele Jaroszlava Svedova         |
| November 16.  | OEC Taipei WTA Challenger Tajpej, Tajvan 125 000 $ – Szőnyeg (fedett) – 32S/8Q/16D        | Kanae Hisami Kotomi Takahata 6–1, 6–2             | Marina Melnyikova Elise Mertens          | Jevgenyija Rogyina Kirsten Flipkens    | Luksika Kumkhum Liu Csang Stefanie Vögele Jaroszlava Svedova         |
| November 23.  | Carlsbad Classic Carlsbad, USA 125 000 $ – Kemény – 32S/8Q/8D                             | Yanina Wickmayer 6–3, 7–6(4)                      | Nicole Gibbs                             | María Szákari Jennifer Brady           | Catherine Bellis Samantha Crawford Marina Melnyikova Tatjana Maria   |
| November 23.  | Carlsbad Classic Carlsbad, USA 125 000 $ – Kemény – 32S/8Q/8D                             | Gabriela Cé Verónica Cepede Royg 1–6, 6–4, [10–8] | Okszana Kalasnikova Tatjana Maria        | María Szákari Jennifer Brady           | Catherine Bellis Samantha Crawford Marina Melnyikova Tatjana Maria   |

## Statisztikák
A táblázatok tartalmazzák az egyéni és páros tornagyőzelmek számát versenyzőként és országonként.

### Győzelmek versenyzőnként
| Össz | Versenyző                  | Egyéni | Páros | Egyéni | Páros |
| ---- | -------------------------- | ------ | ----- | ------ | ----- |
| 3    | Cseng Szaj-szaj (CHN)      | ●      | ●     | 1      | 2     |
| 1    | Babos Tímea (HUN)          | ●      |       | 1      | 0     |
| 1    | Caroline Garcia (FRA)      | ●      |       | 1      | 0     |
| 1    | Jelena Janković (SRB)      | ●      |       | 1      | 0     |
| 1    | Jaroszlava Svedova (KAZ)   | ●      |       | 1      | 0     |
| 1    | Yanina Wickmayer (BEL)     | ●      |       | 1      | 0     |
| 1    | Gabriela Cé (BRA)          |        | ●     | 0      | 1     |
| 1    | Verónica Cepede Royg (PAR) |        | ●     | 0      | 1     |
| 1    | Csang Kaj-csen (TPE)       |        | ●     | 0      | 1     |
| 1    | Kanae Hisami (JPN)         |        | ●     | 0      | 1     |
| 1    | Barbora Krejčíková (CZE)   |        | ●     | 0      | 1     |
| 1    | Liang Csen (CHN)           |        | ●     | 0      | 1     |
| 1    | Mandy Minella (LUX)        |        | ●     | 0      | 1     |
| 1    | Kotomi Takahata (JPN)      |        | ●     | 0      | 1     |
| 1    | Vang Ja-fan (CHN)          |        | ●     | 0      | 1     |
| 1    | Csang Kaj-lin (CHN)        |        | ●     | 0      | 1     |

### Győzelmek országonként
| Össz | Ország        | Egyéni | Páros |
| ---- | ------------- | ------ | ----- |
| 5    | Kína          | 1      | 4     |
| 1    | Belgium       | 1      | 0     |
| 1    | Franciaország | 1      | 0     |
| 1    | Magyarország  | 1      | 0     |
| 1    | Kazahsztán    | 1      | 0     |
| 1    | Szerbia       | 1      | 0     |
| 1    | Brazília      | 0      | 1     |
| 1    | Tajvan        | 0      | 1     |
| 1    | Csehország    | 0      | 1     |
| 1    | Japán         | 0      | 1     |
| 1    | Luxemburg     | 0      | 1     |
| 1    | Paraguay      | 0      | 1     |